# Joueur français de l'année 2013
Navigation
Édition précédente Édition suivante
Le joueur français de l'année 2013 est un trophée récompensant le meilleur footballeur français au cours de l'année civile 2013. Il s'agit de la 56e remise du trophée du meilleur joueur français depuis 1958.
Le 10 décembre 2013, la rédaction de France Football annonce que Franck Ribéry est élu joueur français de l'année 2013, devançant Blaise Matuidi et Paul Pogba.

## Palmarès
| Rang | Nom               | Club                                 | Points |
| ---- | ----------------- | ------------------------------------ | ------ |
| 1    | Franck Ribéry     | Bayern Munich                        | 148    |
| 2    | Blaise Matuidi    | Paris Saint-Germain                  | 88     |
| 3    | Paul Pogba        | Juventus                             | 76     |
| 4    | Mathieu Valbuena  | Olympique de Marseille               | 38     |
| 5    | Raphaël Varane    | Real Madrid                          | 36     |
| 6    | Yohan Cabaye      | Newcastle United                     | 26     |
| 7    | Hugo Lloris       | Tottenham Hotspur                    | 21     |
| 8    | Karim Benzema     | Real Madrid                          | 16     |
| 9    | Olivier Giroud    | Arsenal FC                           | 14     |
| 10   | Clément Grenier   | Olympique lyonnais                   | 7      |
| 10   | Laurent Koscielny | Arsenal FC                           | 7      |
| 12   | Samir Nasri       | Manchester City                      | 5      |
| 12   | Loïc Rémy         | Queens Park Rangers Newcastle United | 5      |
| 14   | Patrice Évra      | Manchester United                    | 4      |
| 14   | Antoine Griezmann | Real Sociedad                        | 4      |
| 16   | Éric Abidal       | FC Barcelone AS Monaco               | 2      |
| 16   | Bafétimbi Gomis   | Olympique lyonnais                   | 2      |
| 16   | Florian Thauvin   | SC Bastia Olympique de Marseille     | 2      |
| 16   | Rémy Cabella      | Montpellier HSC                      | 2      |
| 20   | Jérémie Aliadière | FC Lorient                           | 1      |
| 20   | Mathieu Debuchy   | Newcastle United                     | 1      |
| 20   | Mickaël Landreau  | SC Bastia                            | 1      |